# Paquitas (álbum de 1989)
Paquitas é o álbum de estreia das assistentes de palco e girl group Paquitas, então formado por Ana Paula Almeida, Andréia Faria, Cátia Paganote, Letícia Spiller, Priscilla Couto, Roberta Cipriani e Tatiana Maranhão, lançado em 1989. As músicas mais conhecidas são "Fada Madrinha (É Tão Bom)", "Alegres Paquitas", "Playback" e “Um Ano Sem Você”. Obteve 1,5 milhões de cópias vendidas, conquistando disco de ouro, platina e platina duplo.

## Faixas
| N.º            | Título                                                               | Compositor(es)                                                                | Duração |  |
| 1.             | "Alegres Paquitas"                                                   | César Costa Filho Sérgio Fonseca                                              | 4:38    |  |
| 2.             | "Playback"                                                           | Lincoln Olivetti Junior Mendes Robson Jorge                                   | 3:13    |  |
| 3.             | "Sorvetão"                                                           | Michael Sullivan Paulo Massadas                                               | 4:49    |  |
| 4.             | "Ei Dona"                                                            | Marcos Netto Teresa Costa                                                     | 3:21    |  |
| 5.             | "Um Ano Sem Você"                                                    | José Augusto Paulo Sérgio Valle                                               | 4:44    |  |
| 6.             | "Fada Madrinha (É Tão Bom)"                                          | Tito Costa Borges Machado                                                     | 4:59    |  |
| 7.             | "Bate Na Madeira"                                                    | Sullivan Massadas                                                             | 3:30    |  |
| 8.             | "Marciano"                                                           | Sullivan Massadas                                                             | 3:41    |  |
| 9.             | "Broto Legal"                                                        | Rubens Alexandre Leila Lan'der                                                | 3:14    |  |
| 10.            | "Pout Pourri: Estúpido Cupido / Lacinhos Cor-de-Rosa / Banho de Lua" | Neil Sedaka Howard Greenfed Mickie Grant F. Migliacci B. DiFilippi Fred Jorge | 4:27    |  |
| 11.            | "Oh! Lua"                                                            | Chico Roque Ed Wilson                                                         | 2:53    |  |
| Duração total: | Duração total:                                                       | Duração total:                                                                | 41:29   |  |

## Vendas e certificações
Em pouco tempo de lançado já havia vendido 300 mil cópias, ganhou certificado de ouro (100 mil cópias), platina (250 mil cópias) e platina duplo (500 mil cópias). Ficou em 20° posição na lista de álbuns mais vendidos do Brasil em 1989.
Mais tarde conquistou a marca de 700 e 800 mil cópias vendidas no país, vendendo no geral 1,5 milhões de cópias.
| Região | Certificação    | Vendas/distribuição |
| --- | --------------- | ------------------- |
| Brasil | Ouro 2x Platina | 1.500.000           |
| *vendas baseadas apenas na certificação ^distribuições baseadas apenas na certificação xdistribuições não-especificadas baseadas apenas na certificação |                 |                     |